# Taiga (album)
Taiga è il quinto album discografico in studio della musicista e cantante statunitense di origine russa Zola Jesus. Il disco è stato pubblicato nel 2014.

## Il disco
Si tratta del primo album dell'artista uscito per la Mute Records. Esso è coprodotto da Nika Roza Danilova (Zola Jesus) e Dean Hurley. 
Il titolo è riferito alla taiga, parola russa che indica la foresta boreale.
Il video del singolo Dangerous Days è stato pubblicato nel giugno 2014 ed è diretto da Timothy Saccenti.

## Tracce
1. Taiga – 2:55
2. Dangerous Days – 4:29
3. Dust – 3:32
4. Hunger – 4:32
5. Go (Blank Sea) – 4:05
6. Ego – 2:49
7. Lawless – 5:15
8. Nail – 3:05
9. Long Way Down – 3:58
10. Hollow – 3:50
11. It’s Not Over – 4:05